# Imbassaí

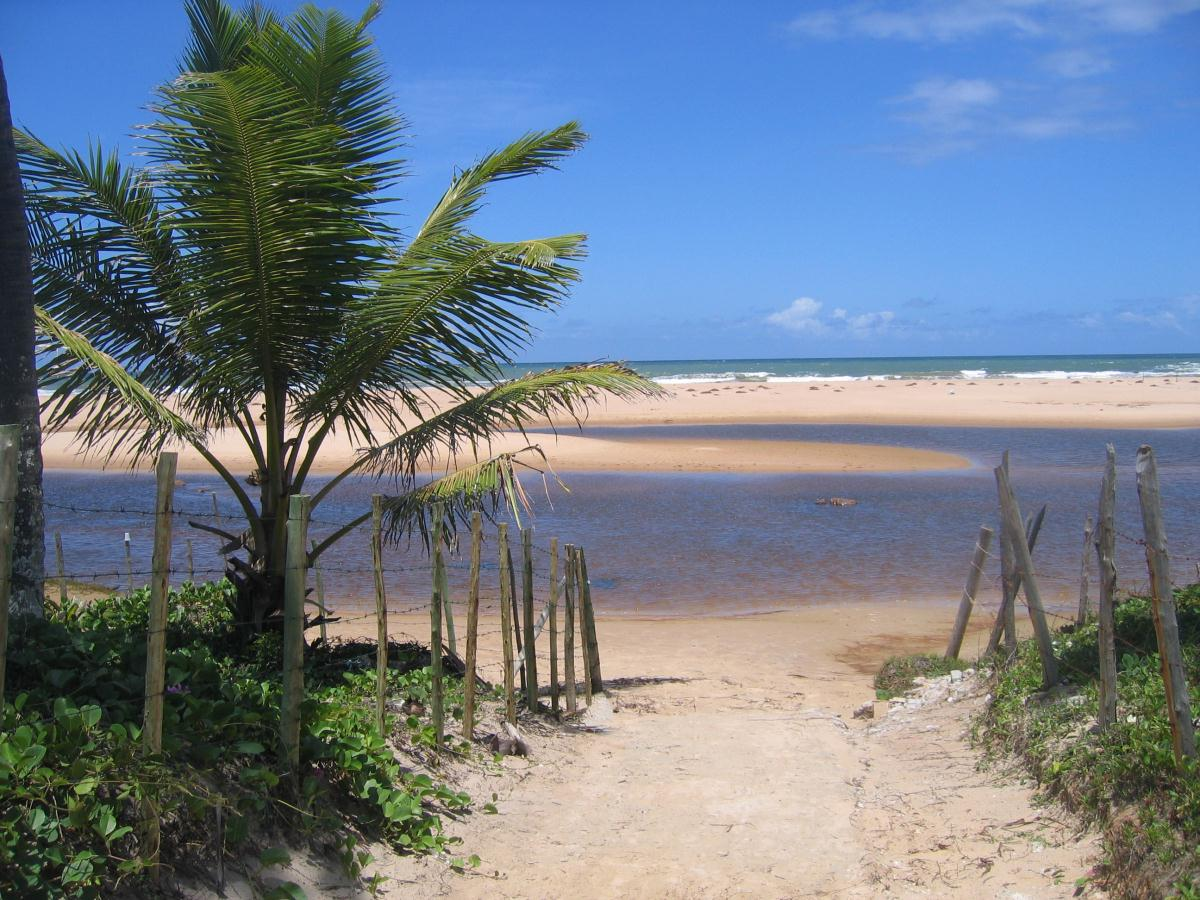
Blick auf den Fluss mit dem dahinter liegenden Meer

Imbassaí liegt im Munizip von Mata de São João in Bahia

Imbassaí, amtlich portugiesisch Distrito de Imbassaí, ist ein Distrikt von Mata de São João im brasilianischen Bundesstaat Bahia in Brasilien.
Der Ort Imbassaí, Sitz des Distrikts, zählt zur touristischen Zone der Costa dos Coqueiros und ist über die Autostraße Linha Verde, Teil der Landesstraße BA-099, gut zu erreichen und liegt etwa 80 km nördlich vom Stadtzentrum Salvadors und 10 km nördlich vom Touristenort Praia do Forte entfernt. Er hat sich von einem indianischen Dorf zu einem touristischen Zentrum dieser Küste entwickelt.
Auf der Strandseite von Imbassaí, dem Praia de Imbassaí, befinden sich ein dschungelähnliches Ambiente mit vielen Pousadas und Restaurants.
Da an dieser Stelle der gleichnamige Fluss Imbassaí ins Meer mündet befinden sich die Meeresstrände auf einer vorgelagerten Strandinsel, die über Brücken mit dem Ort verbunden ist. Strandbars liegen unter anderem nicht nur am Strand, sondern auch auf kleinen Inseln, die man durch die Durchquerung des ruhigen Flusses erreicht.

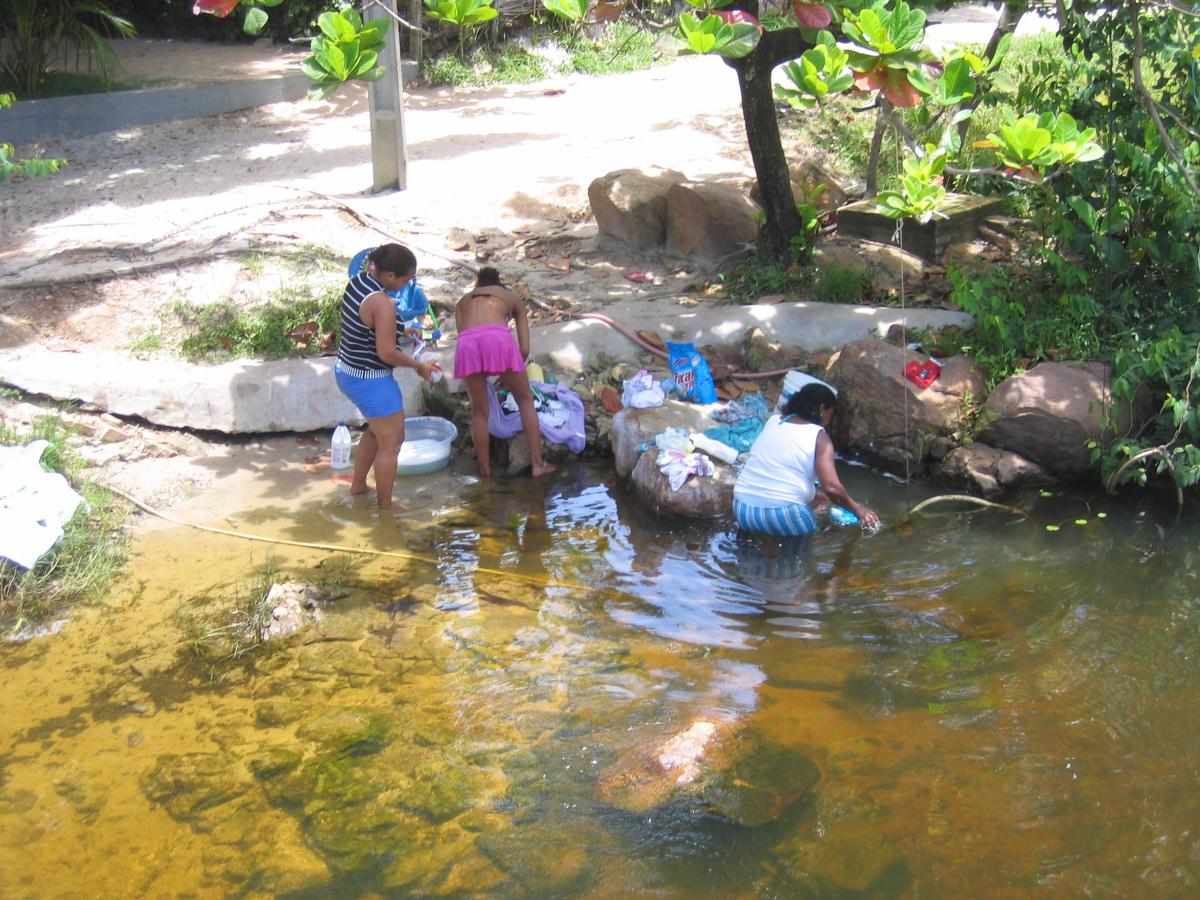
Blick auf den Fluss mit Wäscherinnen